# Schloss Libochovice

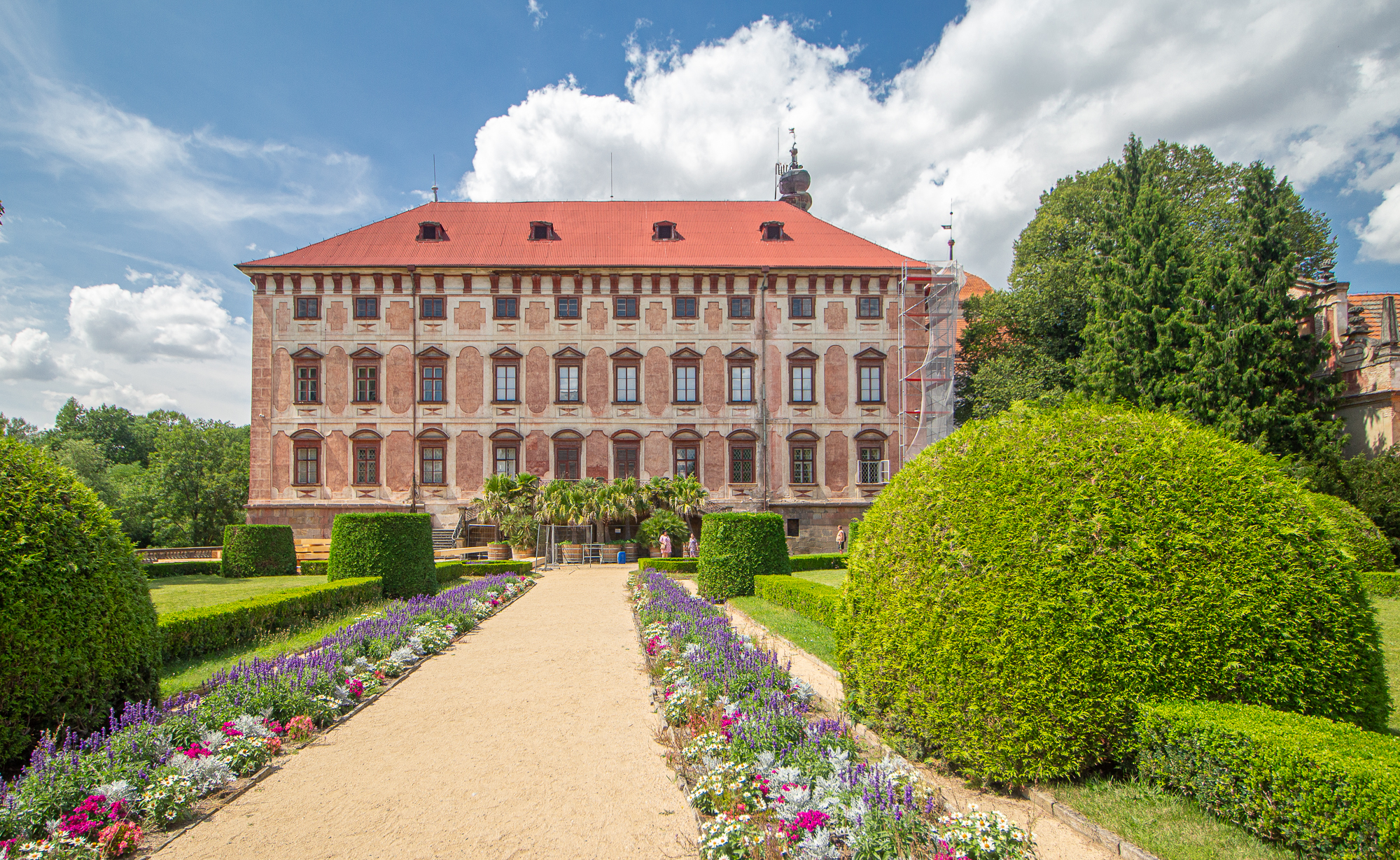
Ansicht des Schlosses Libochovice

Das Schloss Libochovice (deutsch Schloss Libochowitz) befindet sich in Libochovice im Okres Litoměřice in Tschechien am Unterlauf der Eger. Es gehört zu den bedeutenden frühbarocken Schlössern in Böhmen.

## Geschichte
Das Schloss wurde im 12. Jahrhundert oder früher an der Stelle einer hölzernen Veste am linken Ufer der Eger errichtet, ebenso die unweit gelegene gotische Hazmburk sowie kleinere, von Wallanlagen umgebene Ansiedlungen. Im Jahr 1205 gehörte die Veste Libochovice zur Herrschaft Klapý. 1336 verkaufte König Johann von Böhmen Herrschaft an die Zajíc von Hasenburg, welche die Burg Klapy in Burg Hasenburg nach dem Hasen in ihrem Wappenschild umbenannten und zu einer stark befestigten gotischen Burg umbauen ließen. Zu Beginn des 15. Jahrhunderts wurde die hölzernen Veste zu einer bewohnbaren Festungsanlage im Stil der Gotik unmgebaut, die von den Hussiten niedergebrannt wurde.

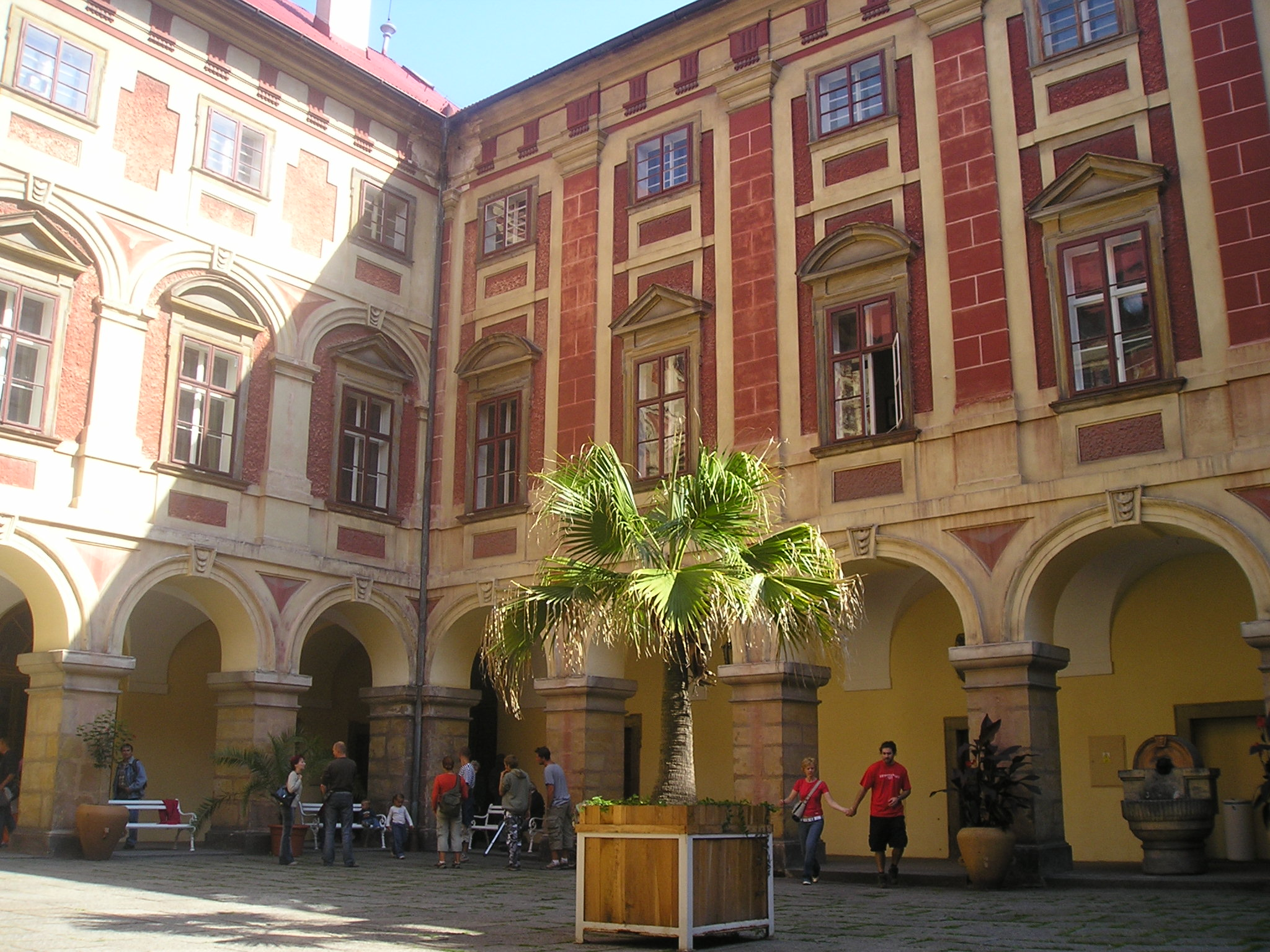
Schlosshof

Auf dem Platz der gotischen Veste ließ 1560–1564 Johann Hase von Hasenburg auf Budin und Libochowitz, höchster Erbmarschall im Königreich Böhmen, ein Renaissance-Schloss mit einer Kapelle in spätgotischem Stil errichten, der bei kirchlichen Bauwerken noch länger Anwendung fand. Von 1594 bis 1613 waren Schloss und Grundherrschaft Eigentum der Herren von Lobkowicz. Nach ihnen gelangte der Besitz an die Herren von Sternberg.
Bei einem verheerenden Brand des Untertanenstädtchens Libochowitz im Jahre 1661 wurden auch das Schloss und die Schlosskapelle erfasst. Nur Teile des Mauerwerkes blieben erhalten. 1676 verkaufte Wenzel Adalbert von Sternberg die Gebäude an Gundekar von Dietrichstein zu Nikolsburg, welcher 1682 einen Auf- und Umbau des Schlosses im Stil der Zeit in Auftrag gab.
1683–1690 wurde das Schloss Libochovice nach Entwurf von Antonio della Porta, welcher auch den Bau des naheliegenden Schloss Roudnice leitete, im Stil des Früh-Barock erweitert und ausgebaut, blieb aber in seinem Grundriss erhalten. Die rote Färbung der Umfassungsmauern wurde erneuert. Die Schlosskapelle wurde nach 1848 als Getreidespeicher und Schnapsbrennerei genutzt. Unter dem heutigen barocken Verputz haben sich Renaissance-Malereien erhalten.
Vom letzten Majoratsherrn Josef Reichsfürst von Dietrichstein zu Nikolsburg (1847–1858) ging das Majorat an dessen älteste Tochter Theresia (1822–1909) über, die laut Familienvertrag das Fideikommiss Budin und Libochowitz mit dem Schloss Libochowitz erbte und bei ihrer Eheschließung mit Graf Friedrich von Herberstein und Proskau, Statthalter der Steiermark, als Mitgift einbrachte, und deren Nachkommen bis 1945 und der Verstaatlichung zu Gunsten der Tschechoslowakei Eigentümer waren.

## Innenausstattung und Museum
Im Schloss befindet sich im Südflügel der Saturnsaal, benannt nach der Römische Mythologie als Gott des Ackerbaus Saturn, der zwei Stockwerke umfasst und Festsaal des Schlosses war. Der Kamin, bestückt mit Statuen der vier Jahreszeiten aus Stuck und Stein, in welcher die Statue des Saturn umgeben von Amoretten in plastischen Wolken hervorragt, wird Johann Brokoff zugeschrieben. Den Saal schmückt eine Decke mit gegliederten Lüstern. Die großen Wandgemälde des Saales wurden von Christian Schröder. Gemäldekopien wurden von Tizian, Domenico Tintoretto, Paolo Veronese und Peter Paul Rubens im Auftrag des Bauherrn Gundekar von Dietrichstein zu Nikolsburg angefertigt, dessen Porträt in einem großen Gemälde dominiert. In Schildern über den Fenstern sind die Namen der Majoratsherren festgehalten.
Die weiteren Innenräume, u. a. die Sala terrena, die kleine und große Galerie, das Arbeitszimmer, der orientalische Salon, die barocken Schlafzimmer, der große Speisesaal, der Spielsalon und die Bibliothek spiegeln die Veränderungen der architektonischen Stile vom Barock bis zu den Stilrichtungen des 19. Jahrhunderts wider. Neben Möbeln befinden sich im Schloss auch Sammlungen von Gobelins, Bildern, Glas und Porzellan. Im Erdgeschoss ist eine ständige Ausstellung über das Leben und Werk des Jan Evangelista Purkyně untergebracht. Dieser wurde im Schloss als Sohn eines fürstlichen Verwaltungsbeamten geboren und war einer der bedeutendsten böhmischen Physiologen.

## Landschaftsgarten
Der französische Garten wurde ab 1685 durch den Schlossgärtner Jan Tulip (Tulipán) nach dem Vorbild der Gärten von Versailles angelegt. Dazu gehörte auch eine Orangerie. Die barocken Brunnenanlagen sind ein Werk des Jakob Mitthofer. Im 19. Jahrhundert wurden die Anlagen zu einem Englischer Landschaftsgarten umgestaltet. Eine Erneuerung des Parkes erfolgte 1912 durch Josef Rublič, dem Autor der Broschüre: Zweihundert Jahre des Schlossgarten Libochowitz in Böhmen, 1940.
Schloss Libochovice ist allgemein zugänglich und kann besichtigt werden.

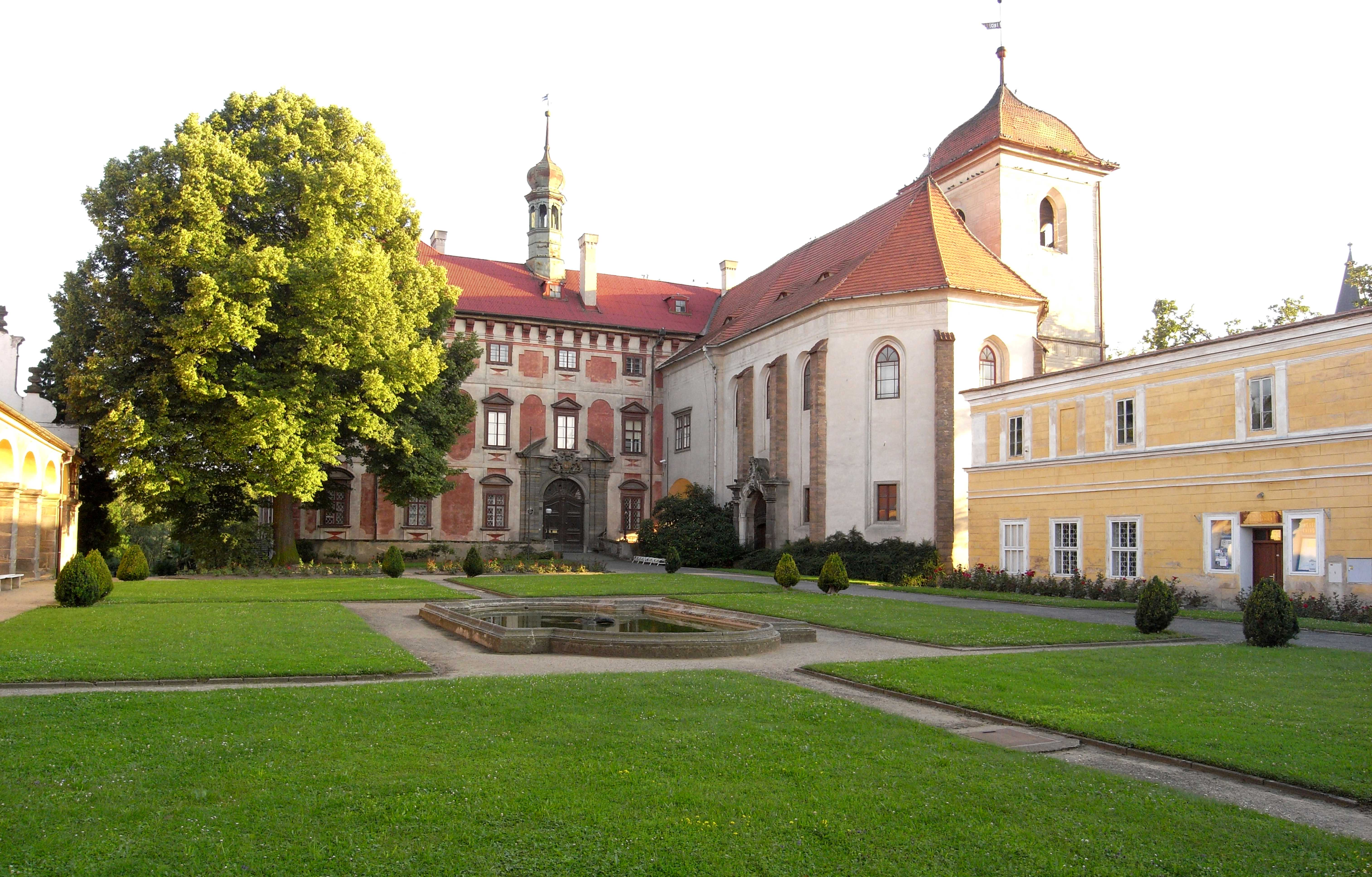
Das Schloss vom Eingang gesehen
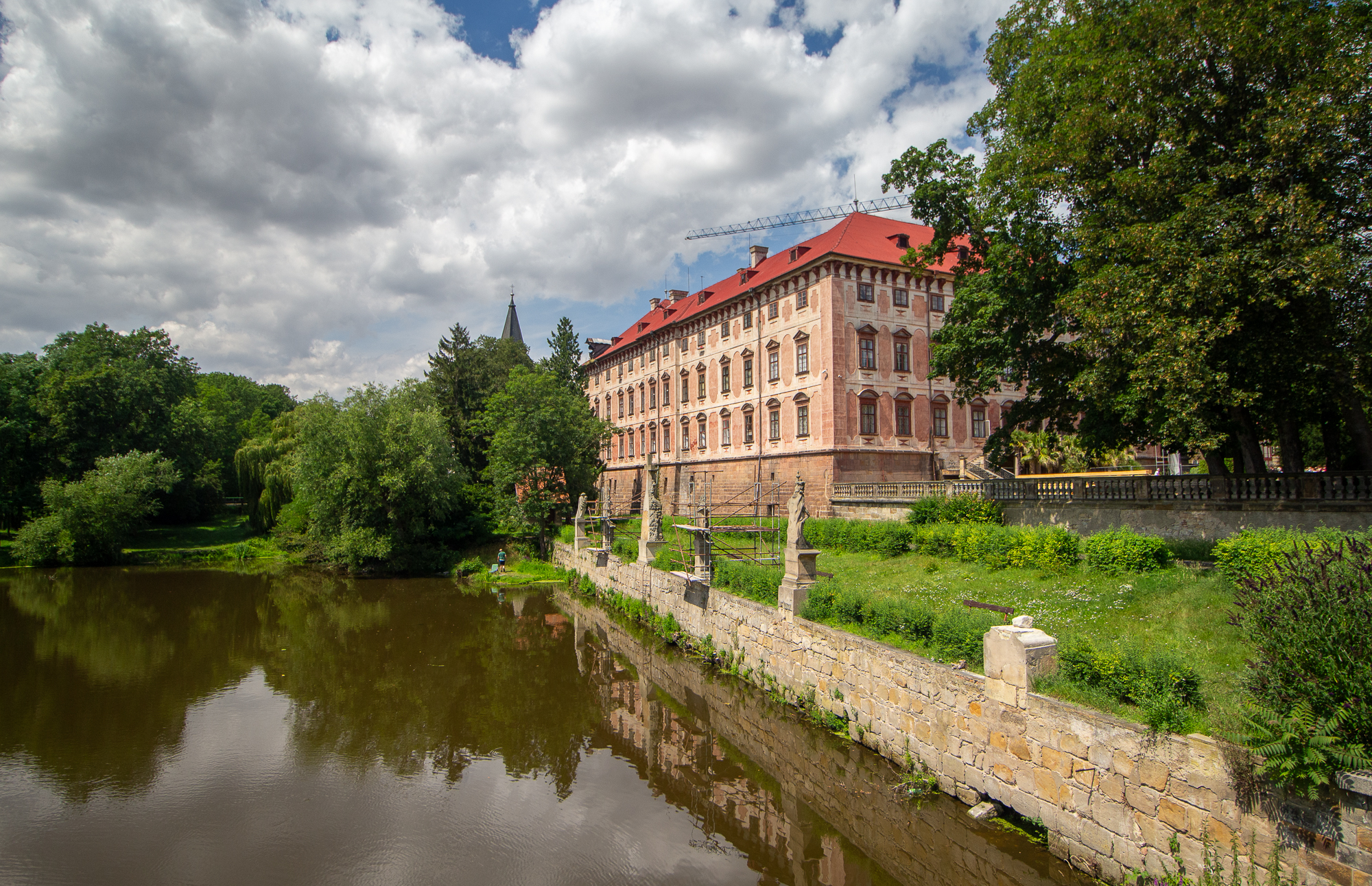
Teichanlagen
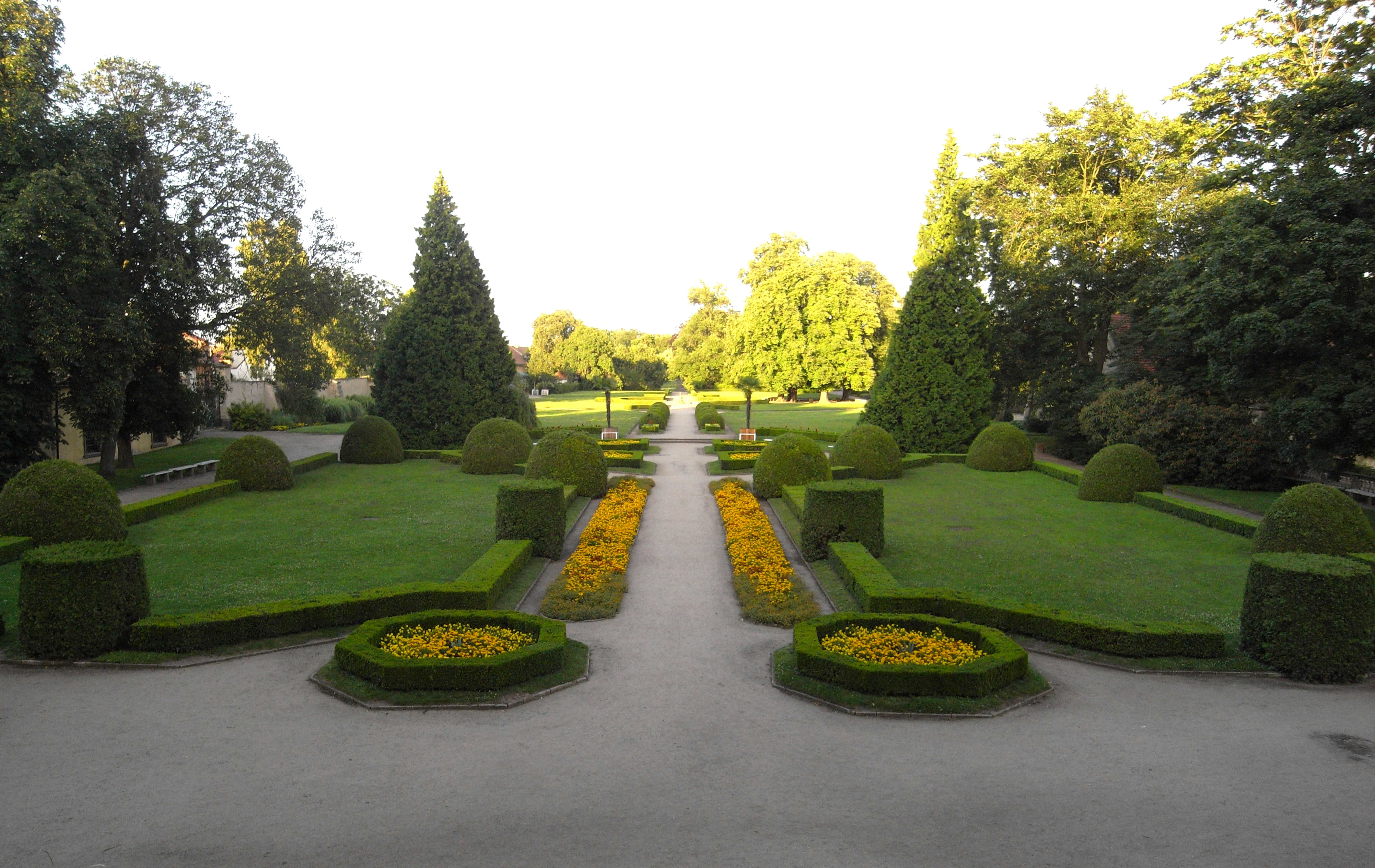
Französischer Garten